# Renata Polverini
Renata Polverini (Roma, 14 maggio 1962) è una sindacalista e politica italiana, segretaria generale dell'Unione Generale del Lavoro (UGL) dal 2006 al 2010 e presidente della regione Lazio dal 2010 al 2013.
È stata membro del Comitato economico e sociale europeo.

## Biografia
Diplomata in ragioneria, figlia di una delegata sindacale della CISNAL, si è dedicata giovanissima all'impegno sindacale nella CISNAL e dal 1994 nell'UGL. 

### Nel sindacato
Nel 1996 ha acquisito il posto di responsabile delle relazioni internazionali e comunitarie UGL e dal settembre 1998 rappresenta la sua confederazione nel gruppo II del CESE. Nello stesso anno è entrata nella Segreteria Confederale ed ha assunto la carica di segretaria generale della Federazione del Terziario.
Dal 1999 al 2005 ha ricoperto l'incarico di vice-segretaria generale della Confederazione, occupandosi, fra l'altro, delle principali vertenze unitarie degli ultimi anni, dall'Alitalia alla Fiat di Melfi, dalla ThyssenKrupp di Terni al rinnovo del contratto per il pubblico impiego. Per la sua attività sindacale ha ricevuto la stima di Walter Veltroni che la voleva come candidata nel PD.
Renata Polverini è stata eletta (con il 96,7% dei voti) Segretaria generale dell'UGL nel Congresso del 2-3-4 febbraio 2006, succedendo a Stefano Cetica, diventando la prima donna in Italia a guidare una confederazione sindacale. Dopo le sue dimissioni, le è succeduto Giovanni Centrella nel maggio 2010.

### Candidatura alla Regione Lazio
Il 16 dicembre 2009 viene ufficializzata la sua candidatura a presidente della Regione Lazio con Il Popolo della Libertà per le elezioni regionali previste nella primavera del 2010. La Polverini promette, in caso di elezione, di rivoluzionare il sistema della sanità laziale, evitando di chiudere ospedali o di tagliare posti letto, e che non vi sarà un assessorato separato per la sanità.
Viene appoggiata anche dall'Unione di Centro, da La Destra e da una lista civica. Per via dell'esclusione delle liste del Popolo delle Libertà dalle elezioni nel Lazio (relativamente alla sola Provincia di Roma), a cui seguono ricorsi all'Ufficio Elettorale, al TAR e al Consiglio di Stato che il 20 marzo ne sancisce la definitiva esclusione, il PdL decide di invitare i propri elettori a far convergere i voti sulla lista civica Polverini Presidente.

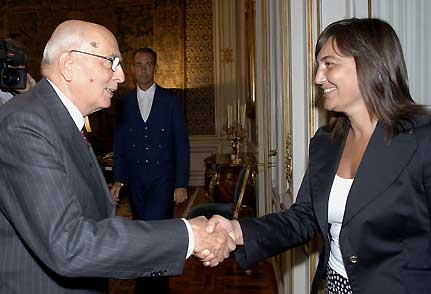
Renata Polverini ricevuta al Quirinale dal capo dello Stato, Giorgio Napolitano, il 26 luglio 2006.

### Presidente della Regione Lazio
Dopo uno spoglio che vede fino alle ultime ore un testa a testa con la candidata del centro-sinistra Emma Bonino, il 30 marzo la Polverini vince le elezioni regionali con il 51,14% dei consensi, contro il 48,32% della Bonino, diventando la prima donna presidente della regione Lazio.
Il 25 aprile 2010, in occasione della celebrazione del 65º anniversario della Liberazione, Renata Polverini viene duramente contestata dai partecipanti alla manifestazione organizzata a Roma presso Porta San Paolo. La sua presenza sul palco dell'A.N.P.I. viene infatti letta come una palese provocazione nei confronti dei valori della resistenza e dell'antifascismo, alla luce soprattutto del fatto che la presidente si è avvalsa, durante la campagna elettorale, del sostegno di formazioni neofasciste (come CasaPound e Blocco studentesco) che hanno in programma un corteo per le strade di Roma il successivo 7 maggio, corteo che i fautori della protesta del 25 aprile vorrebbero bloccare, anche attraverso la contestazione in questione. Verso il palco vengono quindi lanciati dalla folla oggetti, slogan ed insulti (tra cui l'appellativo di "fascista!" e "tornatene a Casa Pound!"). La Polverini e il presidente della Provincia di Roma Nicola Zingaretti (quest'ultimo colpito al volto da un limone) non riescono a tenere i loro interventi e sono costretti ad abbandonare la manifestazione.
Per tali fatti vengono identificati e denunciati dalla Digos per "minaccia aggravata in concorso" tre giovani, appartenenti all'area dei centri sociali e dei collettivi universitari antagonisti, già noti alle forze dell'ordine per reati contro l'ordine pubblico e la proprietà. A seguito della contestazione, la questura si vede costretta a revocare l'autorizzazione del corteo del 7 maggio ai suddetti gruppi di estrema destra, onde evitare maggiori disordini. Dopo cinque anni e mezzo i tre militanti antifascisti denunciati, che rischiavano fino ad un anno di carcere, vennero poi assolti "per non aver commesso il fatto".

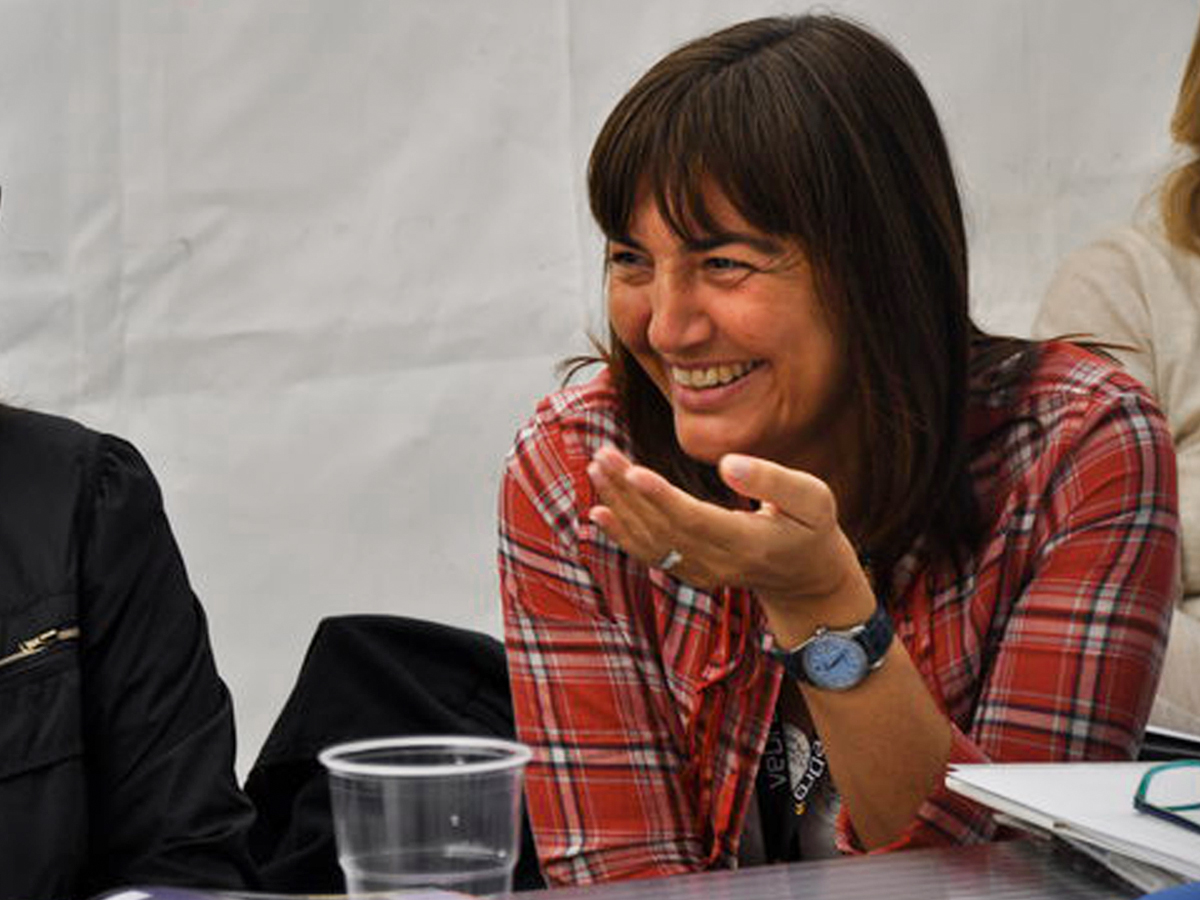
Renata Polverini ospite dell'evento veDrò

Nel 2011 la Polverini riceve il parere positivo della Commissione europea per un'ulteriore deroga ai limiti europei per procedere ad interventi di potabilizzazione dell'acqua per riduzione dei livelli di arsenico nei comuni del Lazio.
Il 9 giugno 2011 il Consiglio Regionale del Lazio respinge (con 26 sì e 42 no) una mozione di sfiducia presentata dalle opposizioni contro la Giunta Polverini. Votano a favore Partito Democratico, Federazione dei Verdi, Lista Bonino-Pannella, Federazione della Sinistra, Sinistra Ecologia Libertà e Italia dei Valori. Votano contro Il Popolo della Libertà, Unione di Centro, Lista Polverini, La Destra e Futuro e Libertà per l'Italia. Non partecipa al voto Alleanza per l'Italia.

#### Dimissioni da presidente
Nel 2012, in seguito a un esposto presentato dal consigliere regionale Francesco Battistoni, un'inchiesta della magistratura riguardante il consigliere regionale Franco Fiorito porta alla luce un sistema di notevoli fondi elargiti ai membri del Consiglio della Regione Lazio, usati spesso per finalità non concernenti l'attività politica del gruppo ma per scopi privati. La Polverini minaccia le proprie dimissioni nel caso non fossero apportati dei tagli drastici e immediati a un tale sistema di elargizioni così copioso e poco trasparente. Alla trasmissione Piazzapulita la presidente dichiara: «Mi sono sentita tradita da un sistema all'interno del Consiglio che viene da molte legislature che pensava di farla franca anche in un momento difficile come quello che stiamo vivendo. Quello che accade oggi non inizia oggi. Questo sistema si è costruito negli anni. Bisognava capire prima che non era più il momento». In seguito a una mozione della stessa Polverini il Consiglio regionale decide di dimezzare le proprie Commissioni, riducendo della metà i fondi elargiti ai gruppi regionali e abolendo i gruppi composti da un solo membro. La governatrice annuncia allora, in un primo momento, di aver deciso di mantenere la carica.
A causa dello scalpore provocato dallo scandalo, però, i consiglieri dell'opposizione di sinistra e in parte di centro minacciano di rassegnare le loro dimissioni per svolgere nuove elezioni regionali anticipate, mentre l'UDC, che sostiene la maggioranza di centrodestra, dopo aver inizialmente difeso la Polverini per bocca del suo leader Pier Ferdinando Casini, si accoda nel prospettare le dimissioni dei propri consiglieri alla Regione. Il 24 settembre 2012, non volendo proseguire il lavoro della sua giunta con un consiglio dimezzato, la Polverini durante una conferenza stampa annuncia di voler rimettere il mandato di presidente della Regione Lazio, restando in carica per il disbrigo degli affari correnti fino alle successive elezioni, dichiarandosi «inorridita da quanto avvenuto». Presenta ufficialmente le proprie dimissioni il 27 settembre.
Resta in carica per l'ordinaria amministrazione fino al 12 marzo 2013, data in cui viene proclamato il nuovo presidente della Regione, Nicola Zingaretti del Partito Democratico.

### Elezione alla Camera
Alle elezioni politiche del 2013 viene candidata alla Camera dei deputati, tra le liste del PdL nella circoscrizione Lazio 1 in terza posizione, risultando eletta deputata. Nella XVII legislatura della Repubblica è stata vicepresidente della 11ª Commissione Lavoro pubblico e privato.
Il 16 novembre 2013, con la sospensione delle attività del Popolo della Libertà, aderisce a Forza Italia.
Nel 2017 viene dichiarata decaduta dalla carica di consigliera nazionale dell'UGL, dopo un'inchiesta su suo uso della carta di credito aziendale per viaggi e lingerie.
Sarà rieletta deputata alle elezioni politiche del 2018; diventa vicepresidente della Commissione Lavoro venendo confermata nel luglio del 2020.
Il 4 novembre 2020, insieme a quattro colleghi di partito, cioè Giusi Bartolozzi, Stefania Prestigiacomo, Elio Vito e Matteo Perego, vota a favore del disegno di legge a prima firma del deputato Alessandro Zan (PD) "Misure di prevenzione e contrasto della discriminazione e della violenza per motivi fondati sul sesso, sul genere, sull'orientamento sessuale, sull'identità di genere e sulla disabilità" per contrastare l'omotransfobia, in dissenso dal suo gruppo, che vota contro.

### Abbandono e ritorno in Forza Italia
Il 18 gennaio 2021, in occasione del voto di fiducia chiesto dall'esecutivo in seguito alla fuoriuscita di Italia Viva dalla maggioranza, vota la fiducia al governo Conte II come "atto di responsabilità" e annuncia la sua uscita da Forza Italia. Passa allora al Gruppo misto nella componente Centro Democratico - Italiani in Europa il 21 gennaio.
Tuttavia il 20 maggio seguente il capogruppo di FI alla Camera Roberto Occhiuto annuncia il ritorno di Polverini in Forza Italia.
Non verrà ricandidata alle elezioni del settembre 2022, terminando il proprio mandato parlamentare.
Nel febbraio 2024, annuncia la sua candidatura alle elezioni europee per Forza Italia, venendo inclusa nella circoscrizione centrale. Tuttavia con oltre 10.000 preferenze raccolte si piazza quinta non risultando eletta.

## Inchieste

### Campagne di comunicazione
La Corte dei conti ha aperto un'istruttoria sui presunti sperperi di denaro pubblico da parte della Regione Lazio: i magistrati contabili stanno analizzando casi di finanziamenti (per un totale di svariati milioni di euro) effettuati dalla Polverini e dai suoi uomini per le cosiddette "spese di comunicazione" della Regione. In particolare si sta studiando la documentazione di una gara di 184.300 euro per una campagna promozionale sugli sconti sui biglietti di autobus e tram per gli under 30. Tale gara è stata vinta da Francesco Miscioscia, pubblicitario ed ex candidato nella lista Polverini nelle elezioni regionali del 2010.

### Inchieste giornalistiche

#### Polemica sul caso delle presunte iscrizioni "gonfiate"
Secondo due inchieste distinte dei quotidiani Libero ed Europa e pubblicate nel gennaio 2010, entrambe partite dalla trasmissione televisiva Report di Rai 3, il sindacato da lei guidato avrebbe gonfiato il numero di iscritti in modo tale da avere un maggiore peso negoziale al tavolo con gli altri sindacati e negli organismi ed enti previdenziali.
Incalzata da molti giornalisti sulla vicenda, Renata Polverini in un primo tempo ha evitato di rispondere alle accuse
. In seguito, il 14 gennaio 2010 ha rilasciato un'intervista al quotidiano Il Riformista, nella quale dichiarava che la sua UGL non si sarebbe, secondo lei, comportata in modo diverso dagli altri sindacati.
Questa dichiarazione ha suscitato molte proteste da parte d'alcuni membri della CGIL e della CISL. Il 15 gennaio 2010 i senatori Tiziano Treu, Giorgio Roilo e Lionello Cosentino (tutti membri del Partito Democratico) hanno presentato un'interrogazione parlamentare sul caso delle presunte tessere "gonfiate" dell'UGL, sottoposta all'attenzione del ministro del
Lavoro Maurizio Sacconi, per ricevere spiegazioni sulla vicenda.

#### Affittopoli
Secondo un'inchiesta de l'Espresso, Renata Polverini abitava in una casa dell'Ater (Azienda territoriale per l'edilizia residenziale pubblica) sull'Aventino con affitto a prezzi popolari. La Polverini si difende in una nota ufficiale dicendo che nella casa abita, dalla nascita, suo marito e prima di lui la casa era stata affittata a suo nonno, dai primi del '900. Tuttavia, le opposizioni fanno notare che le case Ater non si possono ereditare e che, se le condizioni economiche di una famiglia cambiano, la casa deve essere liberata per fare spazio a chi ne ha più bisogno.